# Пари Волей
«Пари Волей» — французский волейбольный клуб из Парижа.

## История
Был образован в 1998 году путём слияния клубов «Пари ЮК» и PSG.

## Достижения
- Кубок европейских чемпионов
  - : 1998
- Лига чемпионов ЕКВ
  - : 2001
- Кубок вызова ЕКВ
  - : 2000
- Кубок Европейской конфедерации волейбола
  - : 2014
  - : 2006
- Суперкубок ЕКВ
  - : 2000,
- Чемпионат Франции
  - : 2000, 2001, 2002, 2003, 2006, 2007, 2008, 2009
  - : 1999, 2013, 2014
- Кубок Франции
  - : 1999, 2000, 2001, 2004
  - : 2014
- Суперкубок Франции
  - : 2004, 2006
  - : 2014